# Place du Maréchal-Lyautey
La place du Maréchal-Lyautey est située dans le 6e arrondissement de Lyon, à l'extrémité ouest du cours Franklin-Roosevelt, sur la rive gauche du Rhône à la jonction du quai de Serbie et du quai du Général Sarrail, où elle donne accès au pont Morand. À l'ouest, elle offre une superbe vue sur l'opéra, la tour de la mairie et la basilique de Notre-Dame de Fourvière, ainsi que sur la colline de la Croix Rousse.
L’axe central Lyautey-Roosevelt-Vitton est l’épine dorsale de l’arrondissement.
La place est ombragée et bordée au nord, au sud et un peu à l'est, par des immeubles de cinq étages. Il y une aire de jeux pour les enfants, un parking souterrain, un kiosque à fleurs d'époque et une fontaine monumentale.

## Histoire

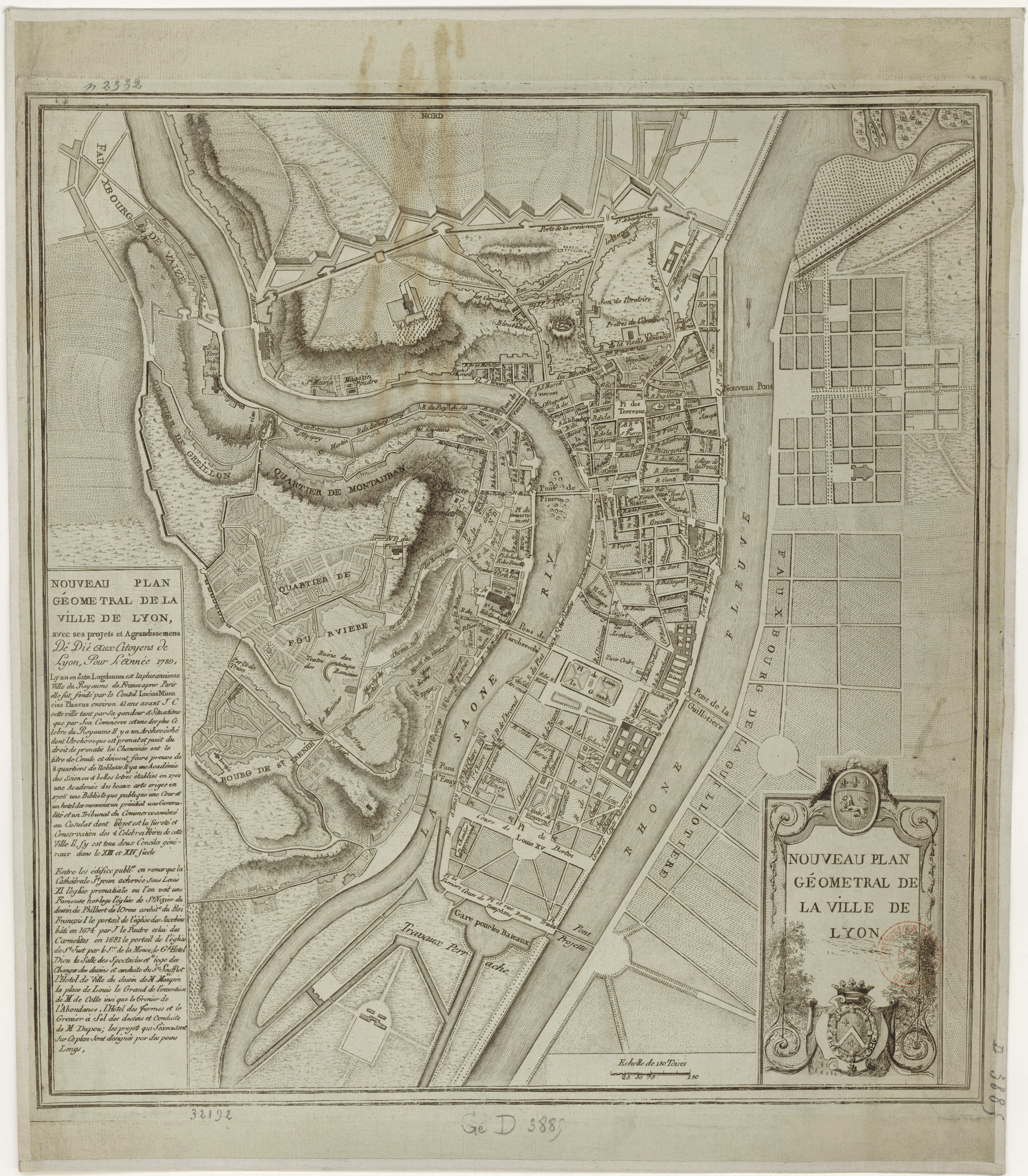
Plan de 1789. La place figure en haut à droite, au débouché du « nouveau pont ».

Elle fut créée sous le règne de Louis XVI dans le cadre du projet d'urbanisation du quartier des Brotteaux mis en place par Jean-Antoine Morand. Sa dénomination a changé plusieurs fois : place des Brotteaux (à sa création), place Louis XVI (à la Restauration), place du Pont Morand (1826), place Bérenger (1848) et place Morand (22 juillet 1871, mais encore utilisée). La place a d’abord été débaptisée par décision du Conseil municipal du 24 avril 1940 au profit de la mémoire d’André Maginot (décédé en 1932), mais délibération restée sans suite dans les faits ; la Délégation spéciale la nomme Place Maréchal Pétain en 1941 comme le Cours Morand devenant cours Pétain, mais le maréchal Pétain refuse cette attribution et la plaque ne fut pas apposée. Finalement, une délibération du Conseil municipal du 11 décembre 1944 la nomme Place Maréchal Lyautey (1854-1934), nom qu’elle porte toujours aujourd’hui,.

## Fontaine
L’élément principal de la place est la fontaine monumentale, réalisée par l’architecte Antoine Desjardins, élevée sur une commande des habitants et de la ville pour remercier Napoléon III d’avoir instauré la disparition du péage sur les ponts du Rhône. La statuaire avait été confiée au sculpteur réputé Guillaume Bonnet et fut construite en 1865,.

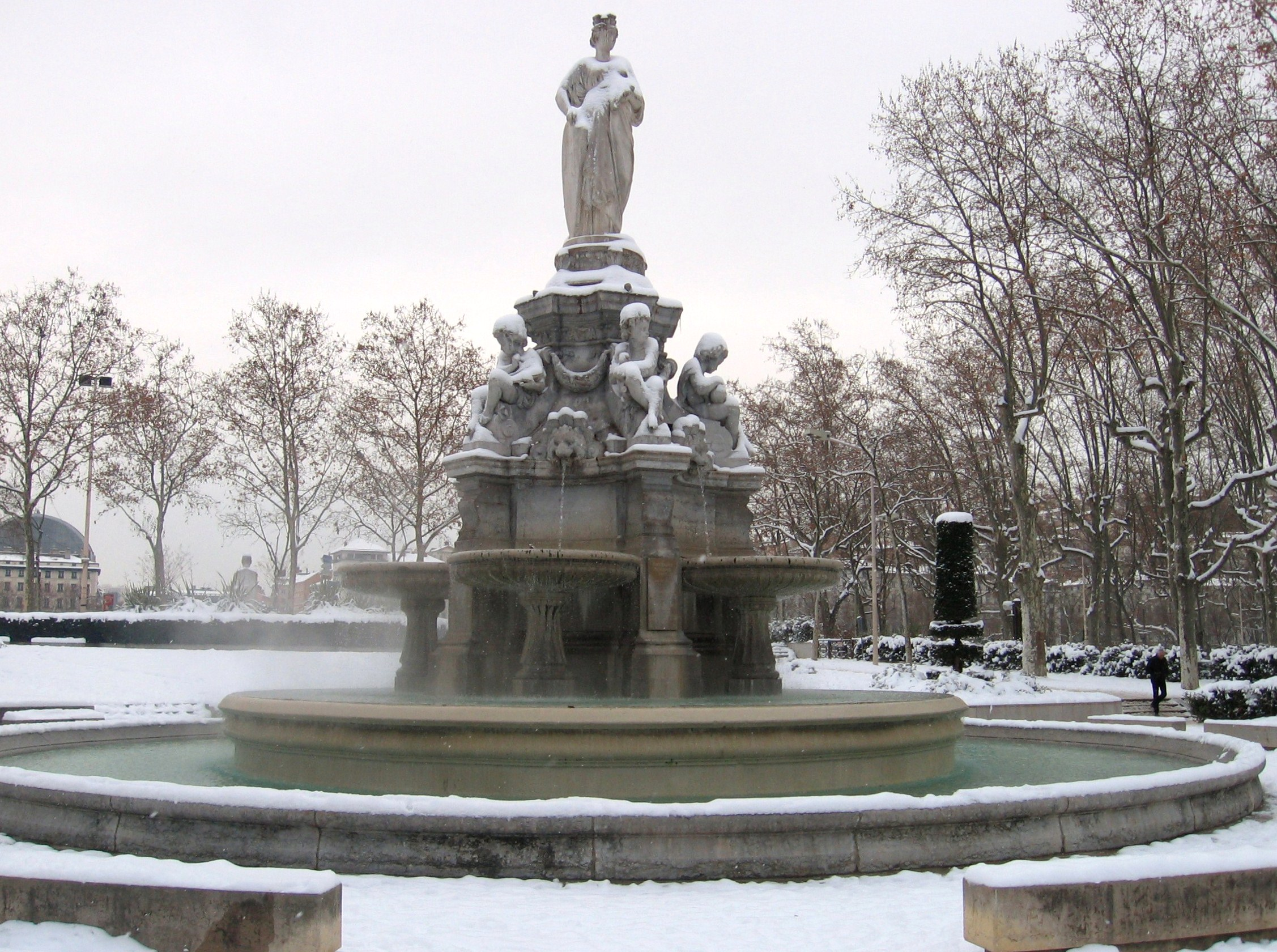
La fontaine sous la neige en janvier 2010.
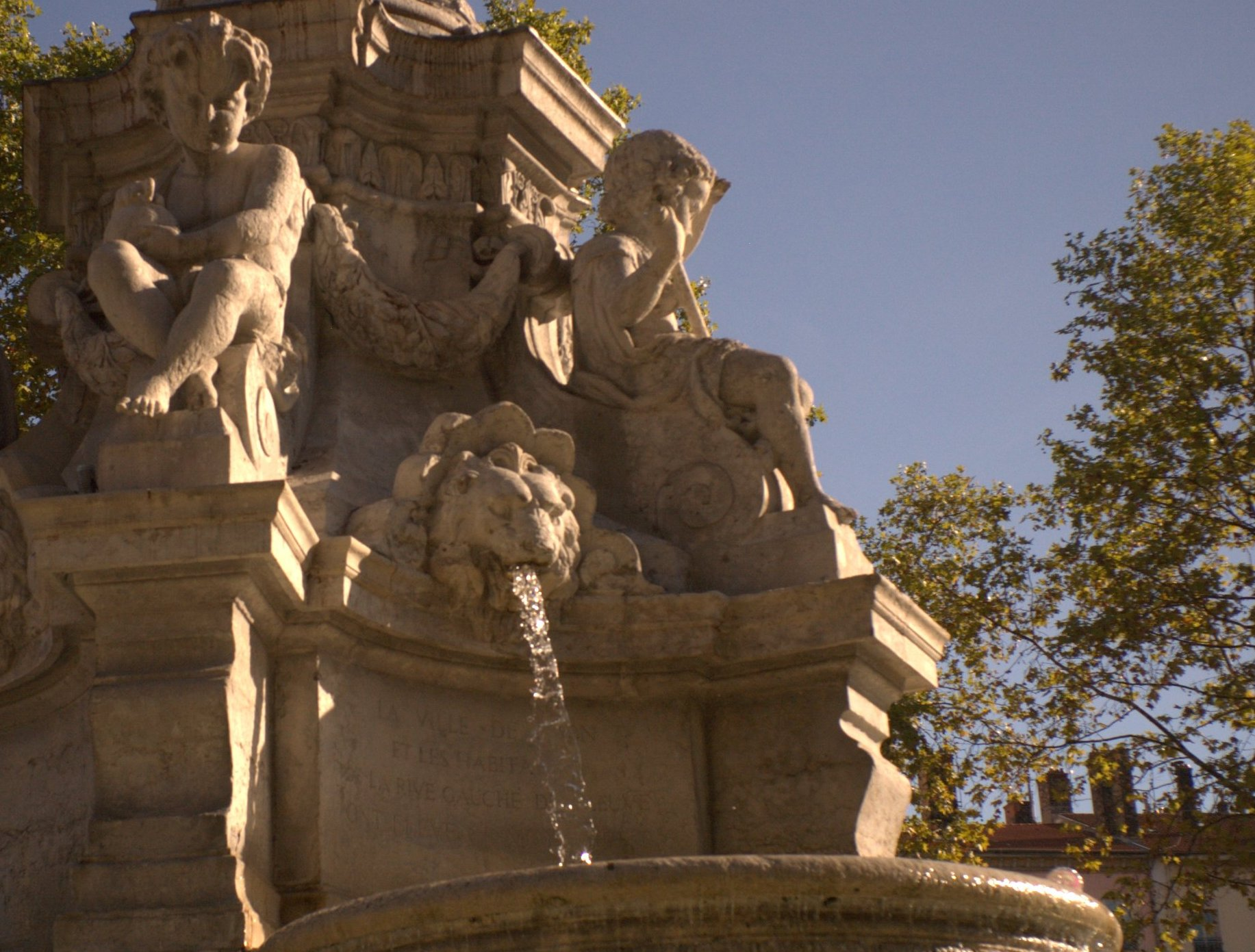
Plaque commémorative de création.
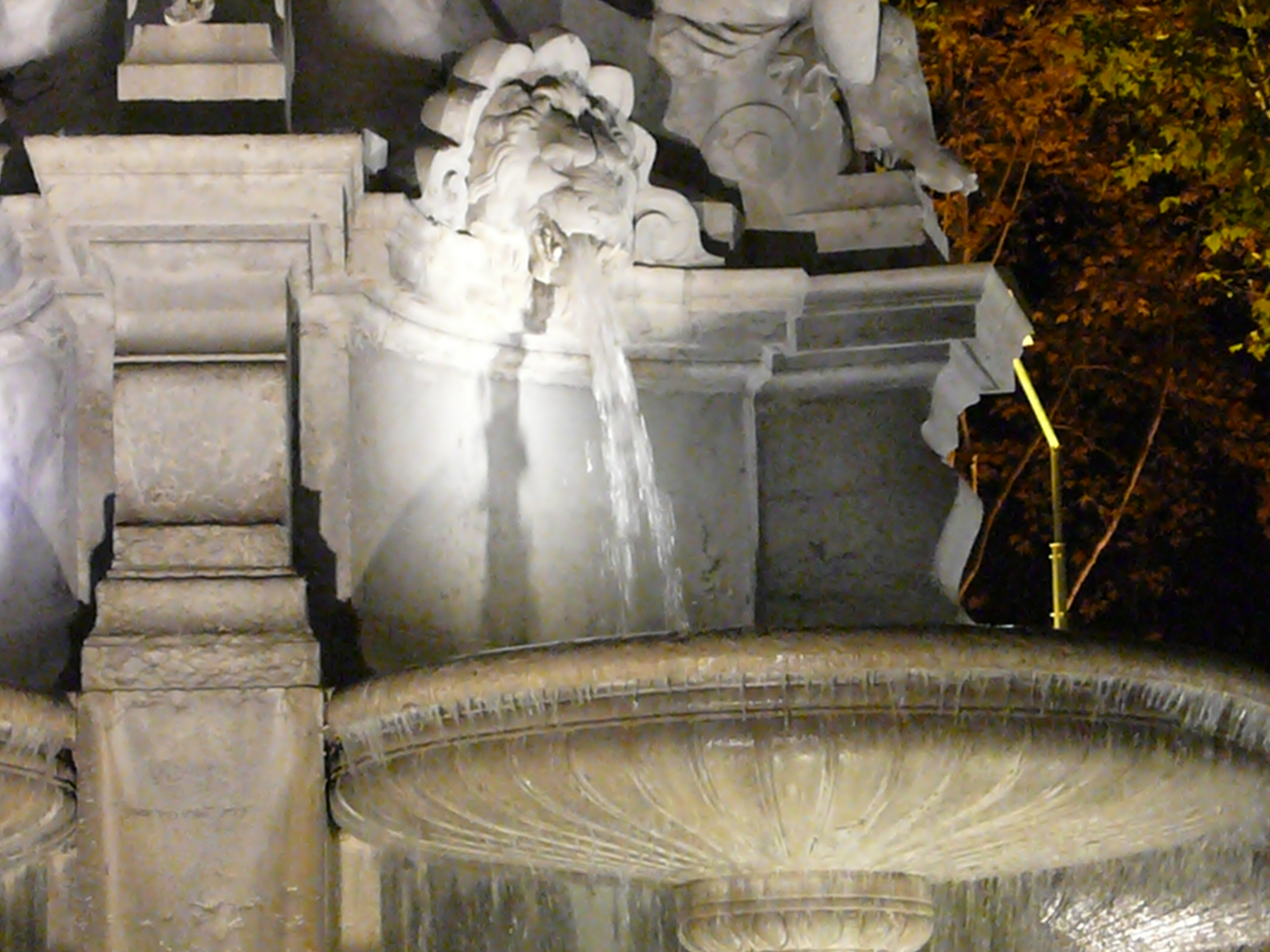
Vue nocturne d'une gueule de lion.
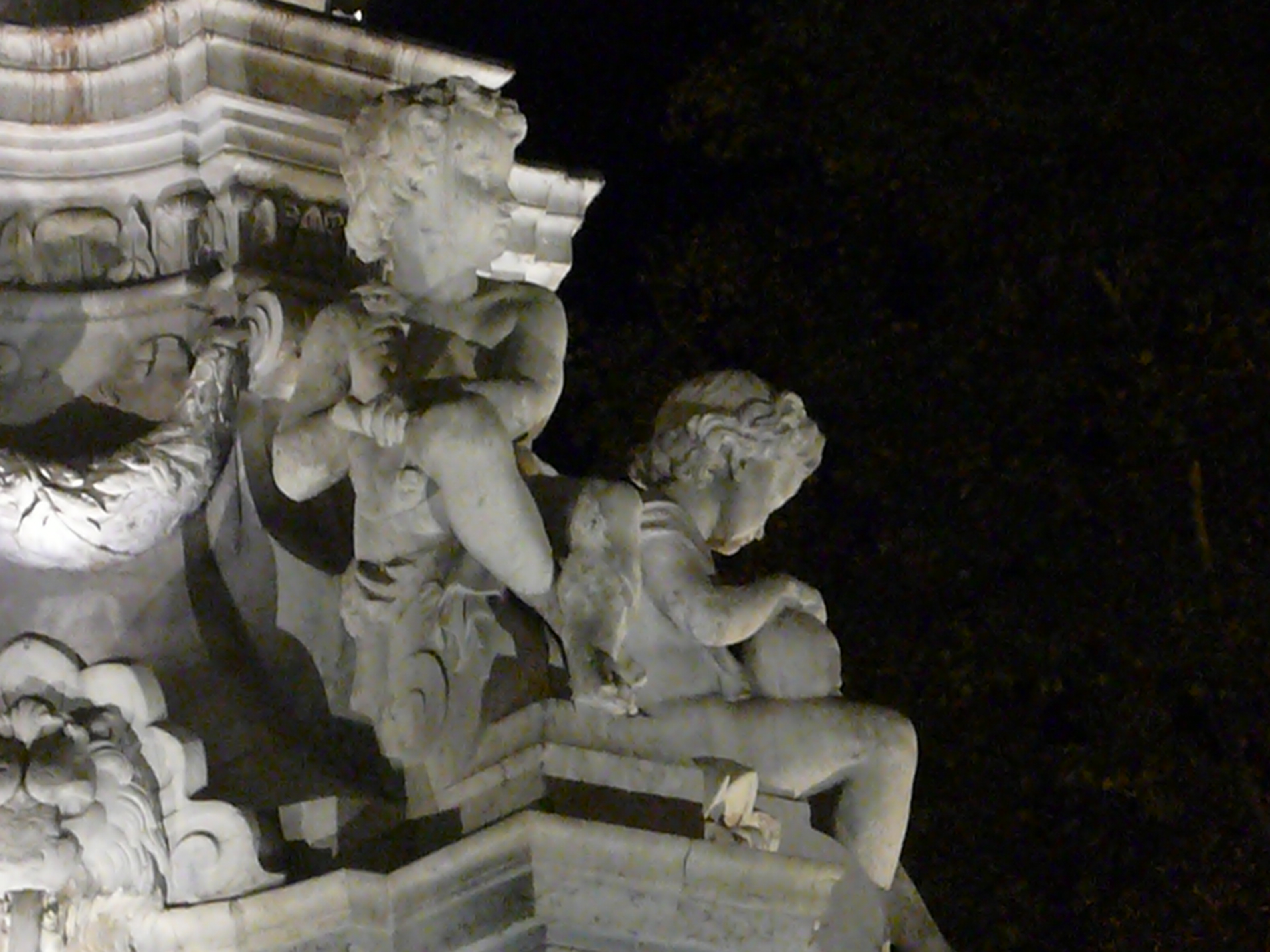
Vue nocturne des angelots.
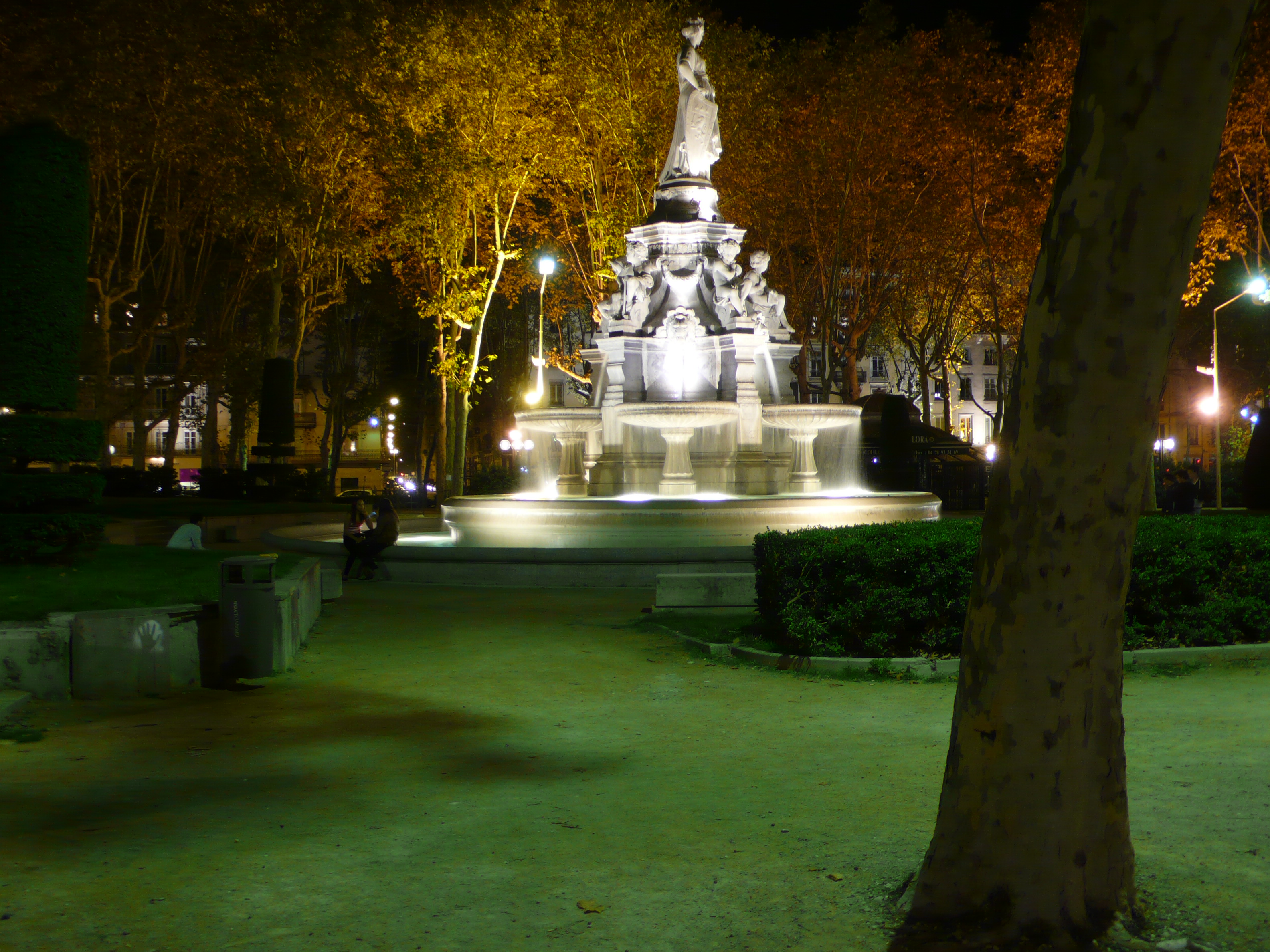
Vue nocturne de la fontaine dans la place.

## Kiosques à fleurs
Le projet des kiosques à fleurs date de 1911-1913, mais la construction s’échelonne de 1914 à 1924. Leur conception tardive et leur construction elle-même retardée par la guerre, expliquent l’important décalage dans le temps de ces réalisations issues des modèles du siècle précédent : c’est l’esprit du XIXe siècle qui s’est perpétué jusqu’à une date avancée du XXe siècle dans l’architecture lyonnaise.
L’architecte fut Charles Meysson, et Brizon fut chargé de la construction métallique. Même si le projet avait prévu à l’origine quatre kiosques pour la place, deux seulement seront réalisés.
Bernard Marrey, en 1982, dans son ouvrage sur l’architecture "Rhône-Alpes" les décrit ainsi:

« Ils sont presqu’entièrement vitrés pour ne pas créer devant l’œil du promeneur une masse opaque. Les parties pleines peu nombreuses sont recouvertes de carreaux de faïence de diverses couleurs, fabriqués par C. Belvèze. De trois mètres de côté, ils sont formés d’une charpente en fer, fixée dans un soubassement en ciment imitant la pierre blanche, et d’une couverture en zinc »

## Buste de Joseph Serlin

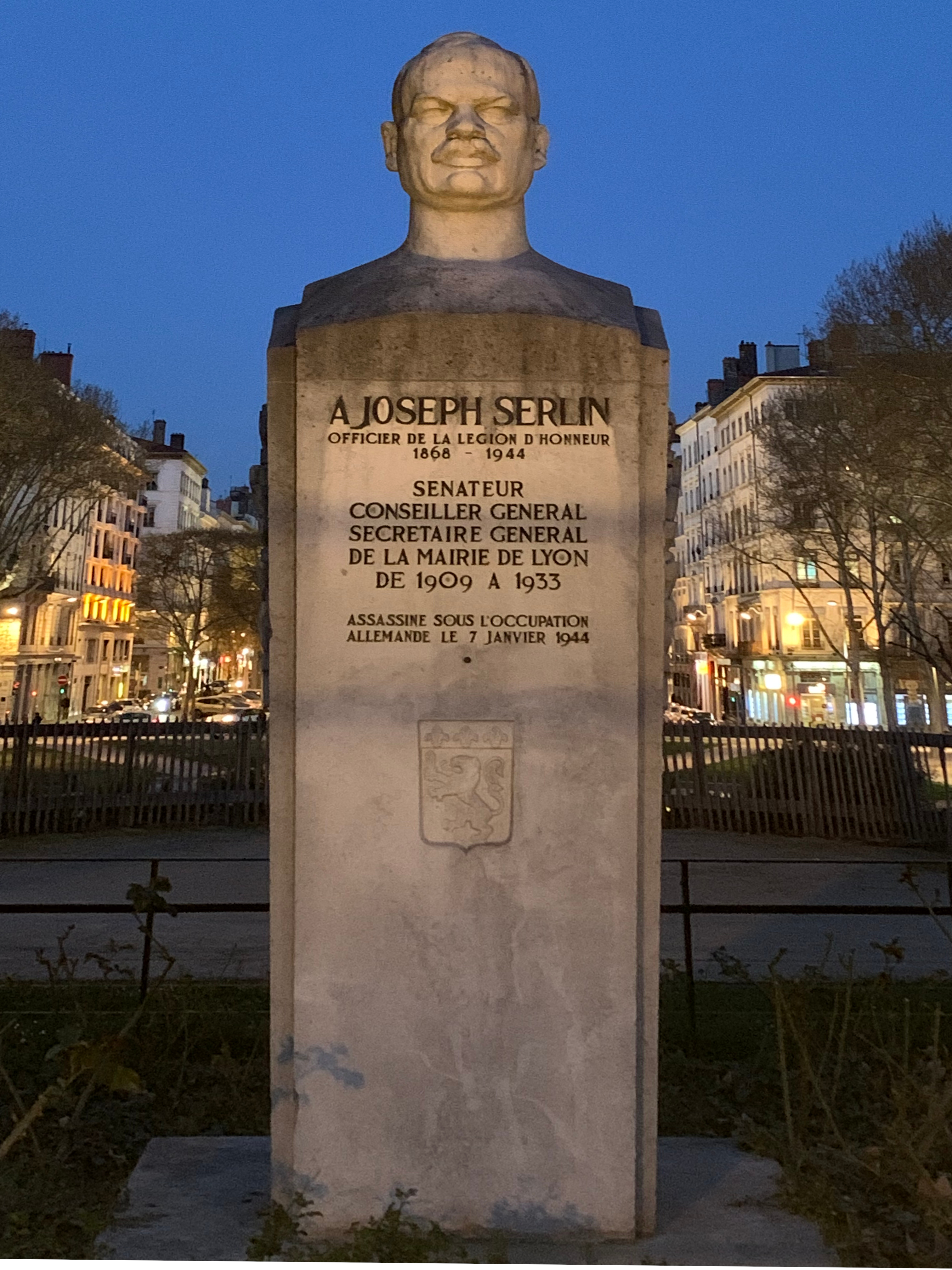
Le monument à la mémoire de Joseph Serlin.

Sur le quai, on y trouve aussi un buste sur un socle honorant Joseph Serlin, qui a sa rue de l'autre côté du Rhône, à côté de la mairie. Ce monument a été érigé sur l'initiative d'un comité fondé par Édouard Herriot qui fut un collègue de Joseph Serlin.

## Parking souterrain
Sur cette même place a été inauguré un parking souterrain de 725 places réalisé par Lyon Parc Auto : le Parc Morand,. La décision de ne pas nommer le parking comme la place a été prise par la Mairie centrale de Lyon, soutenue par Nicole Chevassus, maire du 6e arrondissement et avec l'approbation des habitants du quartier.

## Évènements
Tout au long de l'année, la place héberge des évènements. Plusieurs évènements musicaux, des spectacles pour les petits, des expositions, et tous les quinze jours, le Marché aux Livres Anciens et Vieux Papiers Lyautey.